# ウリヤノフスク・ヴォストーチヌイ空港
ウリヤノフスク・ヴォストーチヌイ空港 （ロシア語: Аэропорт Ульяновск-Восточный） (IATA: ULY, ICAO: UWLW)はロシア連邦ウリヤノフスク州ウリヤノフスクの28km北東に位置する空港。世界一の幅（105メートル）を誇る滑走路がある。この滑走路は長さも5000mあり、長さの面でも民間機が利用可能な空港としては世界第3位を誇る。 
この空港は主に貨物用空港として運用されており、大型貨物機を運航するヴォルガ・ドニエプル航空やポレット航空の拠点にもなっている。また、航空機工場Aviastar-SPも隣接しており、An-124やTu-204の組み立てが行われている。
2012年3月、ロシア外務大臣のセルゲイ・ラブロフはNATOに対し、ヴォストーチヌイ空港を兵器以外の物資輸送・兵員輸送のハブとして利用することを提案した。ロシアが兵員輸送拠点を提供することによって、アフガニスタンにおけるテロや麻薬などの脅威を低減することができるという目的だとされている。